# Timàlia front-rogenca
La timàlia front-rogenca (Cyanoderma rufifrons) és un ocell de la família dels timàlids (Timaliidae).

## Hàbitat i distribució
Viu entre la malesa densa, matolls, herba, bambú i arbres petits als turons de Myanmar (excepte el nord-est), nord-oest i sud-oest de Tailàndia peninsular, oest de Malaia, Sumatra i Borneo.